# Gli Uh! (album)
Gli Uh! è stato il primo album in studio dell'omonimo gruppo musicale italiano; venne pubblicato nel 1972 dalla Kansas.

## Tracce
1. Dormi qui (Stay with Me) – 3:15
2. Questo è amore – 3:15
3. Sempre in mente lei – 3:20
4. Non pensarmi più – 4:42
5. Il bene che mi vuoi – 3:14
6. Più nessuno al campo – 6:00
7. Solo – 2:22
8. Finisce qui – 3:08
9. Addio sogni miei – 3:10
10. Non sono solo – 2:11

## Formazione
- Sandro Gili - chitarra
- Ivo Ramella - batteria
- Attilio Gili - voce, basso
- Carlo Piscozzo - tastiere